# Província de Trieste
Trieste (en eslovè, Tržaška pokrajina) fou una província integrada a la regió de Friül-Venècia Júlia dins Itàlia. És la més petita de les províncies italianes. El 2016 tenia una àrea de 212,51 km² i una població total de 234.668 hab. Hi ha 20 municipis a la província.

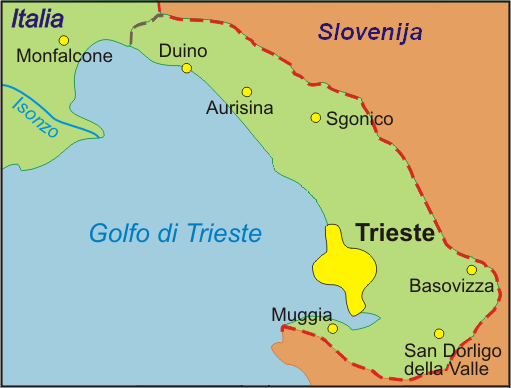
Mapa de la província de Trieste

El territori corresponia al rerepaís de la vila de Trieste, que havia format part de l'Imperi Austrohongarès i després de la Primera Guerra Mundial, fou posada sota administració italiana.
Fou capital de l'Estat lliure de Trieste, creat pel tractat de pau de París del 1947, i que comprenia la ciutat i una petita zona des de Duino fins a Cittanova (Novigrad), i fou dividit en dues zones: la zona A, al nord, administrada pel Regne Unit, França i els EUA, en la qual era inclosa la ciutat de Trieste, i la zona B, al sud, administrada per Iugoslàvia. El Tractat de Londres de 1954 posà fi a l'estat de Trieste: la zona A passà a formar part d'Itàlia, i la zona B, de Iugoslàvia. El 1975 Itàlia i Iugoslàvia signaren prop d'Osimo un tractat que finí la qüestió fronterera de Trieste i un acord de cooperació econòmica, pel qual hom creà una zona industrial lliure d'uns 20 km², a totes dues bandes del límit de l'àrea de Sesana-Fernetti (a la que pertanyia Trieste). La zona, aprovada per la Unió Europea, quedà administrada per un comitè mixt de sis membres.